# Ère Gennin
L'ère Gennin (元仁) est une des ères du Japon (年号, nengō, lit. « nom de l'année ») après l'ère Jōō et avant l'ère Karoku. Cette ère couvre la période allant du mois de novembre 1224 au mois d'avril 1225. L'empereur régnant est Go-Horikawa-tennō (後堀河天皇).

## Changement de l'ère
- 1224 Gennin gannen (元仁元年?) : Le nom de la nouvelle ère est créé pour marquer un événement ou une succession d'événements. La précédente ère se termine quand commence la nouvelle, en Jōō 3.

## Événements de l'ère Gennin
- 1224 (Gennin 1) : Année durant laquelle aurait été composé le Kyogyoshinsho (en). C'est aussi en cette année qu'a été créée l'école bouddhiste Jōdo Shinshū[3].

| Gennin    | 1re  | 2e   |
| Grégorien | 1224 | 1225 |